# Kariba (miasto)
Kariba – miasto w Zimbabwe, w prowincji Mashonaland Zachodni. Według danych z 2006 mieszka w nim  26 tys. ludzi. Są tutaj rozwinięte przemysł spożywczy oraz włókienniczy. W mieście znajduje się port lotniczy Kariba.